# 小汪刑事
《小汪刑事》，是森本梢子創作的日本漫畫作品，於2008年8月起刊載於集英社所發行的女性漫畫雜誌《YOU》。截至2011年10月為止，共發行了10本單行本。2011年日本電視台以該漫畫作品為基礎改拍成週六劇場電視劇，於2011年1月15日至3月26日期間播出，由多部未華子主演。
本劇在台灣播映時，負責播映的緯來日本台以女警好愛嗅之名播出。

## 電視劇·登場人物

### 刑事部搜查一課第八強行犯搜查殺人搜查第13係
- 花森一子　多部未華子 飾

本劇主人翁。在13係人員之中唯一且最年輕的女子刑警。最愛蘿莉風格打扮。有著與狗一樣敏銳的嗅覺，不過運動神經和推理力是零。平日非常喜歡刑警電視劇，經常展現天真爛漫的一面。在案發現場經常遇見警犬米凱路，牠既是一子的對手，又是夥伴。
- 重村完一　澤村一樹 飾

13係的主任警部補，是正統派的刑事。擁有一看就能看穿嫌疑犯的本質，並可以為那個嫌疑犯變身成各種各樣人格，而幫助套取口供的技能。時刻有著不同的氣味。
- 桐島龍太　手越祐也 飾

捜査一課13係的一年級巡查，是年青的熱血刑事。最初很抗拒一子，很來被一子感染而共同成長。身上有汗臭味，但亦有清爽的氣味。
- 和田 純　石塚英彦 飾

13係的巡查部長。相撲力士出身。因為身材巨大、沉默寡言不苟言笑的性格令眾人十分畏懼。經常飲很多酒，身上總是發出酒的氣味。
- 門馬次郎　升毅 飾

13係的係長，是眾人的頭兒。因為是會計出身，總是為13係眾人胡亂索取調查經費的小事煩惱，幾乎無視大家拿回來的發票。身上總有咖哩氣味。
- 柳 誠士郎　大倉孝二 飾

13係的警部。頭腦明晰，擅長分析型的搜查，不過卻有神經質的另一面，而且經常突然生氣。離過婚一次。總是發出熨斗的氣味。
- 杜克・田中　水上劍星 飾

從美國回來的精英警部，在說話上會夾雜英語單詞。對案件沒有興趣，只為了晉升而每天學習。會發出牛油的氣味。
- 五十嵐太一　佐野史郎 飾

13係的警部補，是13係中最值得信賴的刑事。不過第一集作為某殺人事件的嫌疑犯而被逮捕，現在被拘留所拘留。可是仍成為一子平日找人商量的對象。身上有醫院的味道。
- 小松原勇氣　吹越滿 飾

13係的警部補。因不理解同期的重村比自己先成為主任警部侯補而和重村有嫌隙。總是無緣無故發火。雖然禁煙中但身上仍然有著香煙的氣味。

### 刑事部鑑識課警察犬係
- 田村和正　田口智朗 飾

警視廳刑事部鑑識課警察犬係所屬的巡查部長。與優秀警犬米凱路一起從事許多案件。平日人際關係疏離，不過卻可與米凱路心靈相通。

### 東東京警察署交通課
- 青木琴美　渡邊直美 飾

東東京署交通課所屬的巡查。與一子屬於同期好友，亦因此長期逗留於一子的家中。有著很強的正義感，從小的時候就已經希望成為警官。
- 青木琴美的女警同僚　藍川千佳 飾

### 其他
- 一子的祖父母　上田耕一、今井和子 飾
- 亞里莎（小松原的姪女）　志村玲那 飾
- 松田洋雄警視總監　伊東四朗 飾

讓一子以成為刑警為目標的人物。看中了一子潛在的能力，並且在一子的背後暗中支援著她。有著百合的香味。

## 製作團隊
- 原作：森本梢子「小汪刑事」（集英社刊）
- 劇本：伴 一彥
- 音樂：小西康陽
- 總製作人：田中芳樹
- 製作人：次屋 尚、大塚英治（K Factory）
- 導演：中島 悟、國本雅廣、松永洋一（K Factory）、久保田 充
- 製作著作：日本電視台

## 主題曲
- （VAP）

### 各集播出時間及副題
| 集數                                                                       | 副標題                            | 中譯副標題                          | 播出日期   | 收視率 |
| -------------------------------------------------------------------------- | --------------------------------- | ----------------------------------- | ---------- | ------ |
| 1                                                                          |                                   | 對手是警犬                          | 2011/01/15 | 13.0%  |
| 2                                                                          |                                   | 目標是女警                          | 2011/01/22 | 12.8%  |
| 3                                                                          |                                   | 新婚LoveLove作戰                    | 2011/01/29 | 12.1%  |
| 4                                                                          |                                   | 謊言是什麼樣的味道                  | 2011/02/05 | 12.5%  |
| 5                                                                          |                                   | 前世是一隻狗！？                    | 2011/02/12 | 12.7%  |
| 6                                                                          |                                   | 帥氣的刑警是誰                      | 2011/02/19 | 13.3%  |
| 7                                                                          |                                   | 嫌疑者的憤怒                        | 2011/02/26 | 13.1%  |
| 8                                                                          |                                   | 完結篇！？                          | 2011/03/05 | 14.5%  |
| 9                                                                          |                                   | 警犬討論！？                        | 2011/03/19 | 12.7%  |
| 10                                                                         |                                   | 愛與牽絆！ 我愛13係                 | 2011/03/26 | 15.8%  |
| 平均收視率 13.3%（以上收視率為日本關東地區數據，由Video Research所調查。） |                                   |                                     |            |        |
| 特別篇                                                                     |                                   | 緊急命令！13係全員集合！！DSM之謎？ | 2011/04/30 | 11.9%  |
| 特別篇2                                                                    | [] 错误：{{Lang}}：无文本（帮助） |                                     | 2012/01/07 | 10.5%  |

- 首播及完結篇加長15分鐘。
- 2011年3月12日因播放日本大地震特備新聞節目而停播一次。

## 節目的變遷
| 日本日本電視台 日本電視台週六連續劇 | 日本日本電視台 日本電視台週六連續劇 | 日本日本電視台 日本電視台週六連續劇 |
| ----------------------------------- | ----------------------------------- | ----------------------------------- |
|                                     | 小汪刑事 （2011.1.15 - 2011.3.26）  |                                     |
| Q10 （2010.10.16 - 2010.12.11）     | 高中生餐廳 （2011.5.7 - 2011.7.2）  |                                     |

| 緯來日本台 週一至週五 22:00至23:00               | 緯來日本台 週一至週五 22:00至23:00     | 緯來日本台 週一至週五 22:00至23:00 |
| ------------------------------------------------ | -------------------------------------- | ---------------------------------- |
|                                                  | 女警好愛嗅 （2012.7.23 - 2012.8.3）    |                                    |
| 歡迎光臨櫻蘭高校真人版 （2012.7.13 - 2012.7.20） | 自閉天才ATARU （2012.8.6 - 2012.8.20） |                                    |